# Jania capillacea
Jania capillacea Harvey, 1853  é o nome botânico de uma espécie de algas vermelhas pluricelulares do gênero Jania.
- São algas marinhas encontradas na África, Ásia, Américas, Ilhas do Atlântico, Caribe, Pacífico e Índico.

## Sinonímia
Não apresenta sinônimos.